# Bob Hastings
Robert (Bob) Hastings (New York, 18 april 1925 – Burbank, 30 juni 2014) was een Amerikaans acteur, die vooral bekendheid vergaarde door zijn rol als kastelein en barman Tommy Kelsey in All in the Family. Ook speelde hij Lt. Elroy Carpenter in de televisieserie McHale's Navy. Verder speelde hij onder meer in General Hospital.
Bob Hastings werd 89 jaar oud en ligt begraven op de Hollywood Hills. Zijn broer Don Hastings is ook acteur.

## Filmografie
- Batman: Mystery of the Batwoman (video, 2003) - Commissaris Jim Gordon (voice-over)
- Batman: Rise of the Sin Tzu (computerspel, 2003) - Commissaris Jim Gordon (voice-over)
- Static Shock televisieserie - Jim Gordon (voice-over, afl. Hard as Nails, 2003)
- Gotham Girls televisieserie - Commissaris Jim Gordon (voice-over, 2002)
- Jak and Daxter: The Precursor Legacy (Computerspel, 2001) - Mayor (voice-over)
- Batman: Vengeance (Computerspel, 2001) - Commissaris Jim Gordon (voice-over)
- The New Batman Adventures televisieserie - Commissaris Jim Gordon (voice-over, 1997-1999)
- Superman televisieserie - Commissaris Gordon (voice-over, 1997-1998)
- The Batman/Superman Movie (televisiefilm, 1998) - Commissaris Jim Gordon (voice-over)
- Batman & Mr. Freeze: SubZero (Video, 1998) - Commissioner James 'Jim' Gordon (voice-over)
- Batman: The Animated Series televisieserie - Commissaris James Gordon (voice-over, 1992-1994)
- Batman: Mask of the Phantasm (1993) - Commissaris Jim Gordon (voice-over)
- Shadow Force (1993) - Mayor Talbert
- Major Dad televisieserie - Congreslid Rodman (Afl., Face the Music...and Dance: Part 2, 1990)
- Murder, She Wrote televisieserie - Eddie Bender (Afl., Stage Struck, 1986)
- Remington Steele televisieserie - Morty (Afl., Steele in the Family, 1985)
- Trapper John, M.D. televisieserie - Rol onbekend (Afl., Buckaroo Bob Rides Again, 1985)
- The Dukes of Hazzard televisieserie - Taylor (Afl., Sky Bandits over Hazzard, 1984)
- Snowballing (1984) - Rol onbekend
- Disneyland televisieserie - Peter de chauffeur (Afl., No Deposit, No Return: Part 1 & 2, 1982)
- The Greatest American Hero televisieserie - Sportscaster (Afl., The Price Is Right, 1982)
- The Greatest American Hero televisieserie - Sportscaster (Afl., It's All Downhill from Here, 1982)
- The Greatest American Hero televisieserie - Harry Davidson (Afl., Here's Looking at You, Kid, 1981)
- Separate Ways (1981) - Jack
- The Dukes of Hazzard televisieserie - Slick (Afl., Coltrane Vs. Duke, 1981)
- The Munsters' Revenge (televisiefilm, 1981) - Phantom of the Opera
- Thornwell (televisiefilm, 1981) - Sanborn
- Father Figure (televisiefilm, 1980) - Dokter
- Lou Grant televisieserie - Monaghan (Afl., Guns, 1980)
- Swan Song (televisiefilm, 1980) - Mitch
- The Waltons televisieserie - Carl (Afl., The Last Straw, 1980)
- General Hospital televisieserie - Capt. Burt Ramsey (Afl. onbekend, 1979-1986)
- Christmas Lilies of the Field (televisiefilm, 1979) - Harold Pruitt
- The Dukes of Hazzard televisieserie - Barnes (Afl., Witness for the Persecution, 1979)
- Three's Company televisieserie - John Callan (Afl., The Love Barge, 1979)
- The Incredible Hulk televisieserie - Earl (Afl., My Favorite Magician, 1979)
- The Billion Dollar Threat (televisiefilm, 1979) - Desk Clerk
- Alice televisieserie - George (Afl., The Last Stow It: Part 1, 1979)
- Wonder Woman televisieserie - George (Afl., A Date with Doomsday, 1979)
- Studs Lonigan (mini-serie, 1979) - Rol onbekend
- Delta House televisieserie - Coach (Afl., The Shortest Yard, 1979)
- Crash (televisiefilm, 1978) - Rol onbekend
- Challenge of the SuperFriends televisieserie - Rol onbekend (voice-over)
- Harper Valley P.T.A. (1978) - Skeeter
- Wheels (Mini-serie, 1978) - Bob Nessel
- Baa Baa Black Sheep televisieserie - Rol onbekend (Afl., Sheep in the Limelight, 1978)
- Disneyland televisieserie - Chief Walsh (Afl., The Boatniks, 1978)
- Quincy, M.E. televisieserie - Judge Whelan (Afl., Double Death, 1978)
- Joey and the Redhawk (televisiefilm, 1978) - Rol onbekend
- All in the Family televisieserie - Tommy Kelsey (1971-1977)
- The Love Boat televisieserie - Customer (Afl., Help, Murder/Isaac the Groupie/Mr. Popularity, 1977)
- Wonder Woman televisieserie - Gatekeeper (Afl., The Pied Piper, 1977)
- Just a Little Inconvenience (televisiefilm, 1977) - Harry
- Disneyland televisieserie - News Reporter (Afl., Charley and the Angel, 1977)
- C B Bears televisieserie - Loud Mouse (voice-over, 1977)
- Cover Girls (televisiefilm, 1977) - Joe
- The Rockford Files televisieserie - Hank Gidley (Afl., The Trees, the Bees and T.T. Flowers: Part 1, 1977)
- The Streets of San Francisco televisieserie - Harvey Boone (Afl., One Last Trick, 1977)
- Fred Flinstone and Friends televisieserie - Rol onbekend (voice-over, 1977)
- Francis Gary Powers: The True Story of the U-2 Spy Incident (televisiefilm, 1976) - Rol onbekend
- The Million Dollar Rip-Off (televisiefilm, 1976) - Sergeant Frank Jarrett
- Clue Club televisieserie - D.D. (voice-over, 1976)
- No Deposit, No Return (televisiefilm, 1976) - Peter the Chauffeur
- Conspiracy of Terror (televisiefilm, 1975) - Mr. Kojovs
- The Streets of San Francisco televisieserie - Mr. Pruitt (Afl., School of Fear, 1975)
- The Rockford Files televisieserie - Paul Tanner (Afl., The Great Blue Lake Land and Development Company, 1975)
- Ironside televisieserie - Paul Carlton (Afl., Act of Vengeance, 1974)
- Kolchak: The Night Stalker televisieserie - Hallem (Afl., The Werewolf, 1974)
- Airport 1975 (1974) - Freeman's Friend at Airport (niet op aftiteling)
- Terror on the 40th Floor (televisiefilm, 1974) - Sam Lewis
- Marcus Welby, M.D. televisieserie - Dr. Pardan (Afl., The Faith of Childish Things, 1974)
- Devlin televisieserie - Extra stemmen (Afl. onbekend, 1974-1976)
- Jerry (televisiefilm, 1974) - Frank Fuller
- Apple's Way televisieserie - Billy Watson (Afl., The Miller, 1974)
- The New Scooby-Doo Movies televisieserie - Rol onbekend (Afl. onbekend, 1973-1974)
- Trapped (televisiefilm, 1973) - Bartender
- The All-American Boy (1973) - Ariel Van Daumee
- Adam-12 televisieserie - Ed Mason (Afl., West Valley Division, 1973)
- Jeannie televisieserie - Henry Glopp (voice-over, 1973-1975)
- Charley and the Angel (1973) - News Reporter
- The Odd Couple televisieserie - Happy Greshler (Afl., Myrna's Debut, 1973)
- Dealer's Choice televisieserie - Host (1973-1975)
- The Poseidon Adventure (1972) - New Year's Emcee
- The ABC Saturday Superstar Movie televisieserie - Bull/Captain Shad (voice-over, afl., Gidget Makes the Wrong Connection, 1972)
- The Sandy Duncan Show televisieserie - Director (Episode 1.7, 1972)
- Love, American Style televisieserie - Rol onbekend (Afl., Love and the Little Black Book, 1972)
- Love, American Style televisieserie - Rol onbekend (Afl., Love and the Big Suprise, 1972)
- Emergency! televisieserie - Drunk Driver (Afl., Weird Wednesday, 1972)
- Emergency! televisieserie - Man in robe (Afl., Brushfire, 1972)
- A Very Missing Person (televisiefilm, 1972) - James Malloy
- Love, American Style televisieserie - Rol onbekend (Afl., Love and the Waterbed, 1971)
- Ironside televisieserie - Mort Green (Afl., Murder Impromptu, 1971)
- Ironside televisieserie - George Norene (Afl., The Quincunx, 1971)
- Adam-12 televisieserie - Bartender (Afl., Extortion, 1971)
- Love, American Style televisieserie - Larry (Afl., Love and the Duel, 1971)
- Ellery Queen: Don't Look Behind You (televisiefilm, 1971) - Hal Hunter
- Nanny and the Professor televisieserie - Repairman (Afl., Aunt Henrietta's Premonition, 1971)
- The Marriage of a Young Stockbroker (1971) - 2nd Baseball Fan
- How to Frame a Figg (1971) - Chris Groat
- Green Acres televisieserie - Sheriff (Afl., The Spot Remover, 1971)
- Here's Lucy televisieserie - Martin Phillips (Afl., Lucy the Crusader, 1970)
- The Boatniks (1970) - Chief Walsh
- Green Acres televisieserie - Sheriff (Afl., Charlie, Homer, and Natasha, 1970)
- The Flim-Flam Man (televisiefilm, 1969) - Meeshaw
- The Love God? (1969) - Shrader
- Angel in My Pocket (1969) - Ted Palish
- The Flying Nun televisieserie - Tom Grant (Afl., The Boyfriend, 1969)
- Any Second Now (televisiefilm, 1969) - Gary
- Green Acres televisieserie - Telephone Man (Afl., A Day in the Life of Oliver Wendell Holmes, 1969)
- The Good Guys televisieserie - Curtis (Episode 1.12, 1969)
- I Dream of Jeannie televisieserie - Homer (Afl., The Used Car Salesman, 1968)
- The Bamboo Saucer (1968) - Jack Garson
- Ironside televisieserie - Ray (Afl., Side Pocket, 1968)
- Adam-12 televisieserie - Charles Beuhler (Afl., Log 122: Christmas - The Yellow Dump Truck, 1968)
- Adam-12 televisieserie - Beuhler (Afl., Log 131: Reed, the Dicks Have Their Jobs, and We Have Ours, 1968)
- Green Acres televisieserie - State Trooper Jack Webster (Afl., Not Guilty, 1968)
- The Batman/Superman Hour televisieserie - Clark Kent (Afl. onbekend, 1968-1969)
- Did You Hear the One About the Travelling Saleslady? (1968) - Lyle Chatterton
- Hogan's Heroes televisieserie - Igor Piotkin (Afl., A Russian Is Coming, 1967)
- The Superman/Aquaman Hour of Adventure televisieserie - Superboy (Clark Kent) Afl. onbekend, 1967-1968
- Batman televisieserie - Major Beasley (Afl., Penguin Sets a Trend, 1967)
- Green Acres televisieserie - Lieutenant Bennett (Afl., The Saucer Season, 1967)
- The Edge of Night televisieserie - Barney (Afl. onbekend, 1966)
- The New Adventures of Superman televisieserie - Clark (Afl. onbekend, 1966-1970)
- The Munsters televisieserie - The Raven (voice-over, afl., Dance with Me, Herman, Love Locked Out, Come Back Little Googie, Will Success Spoil Herman Munster?, 1965)
- McHale's Navy Joins the Air Force (1965) - Lt. Elroy Carpenter
- McHale's Navy (1964) - Lt. Elroy Carpenter
- Petticoat Junction televisieserie - Bill Tuttle (Afl., Charley Abandons the Cannonball, 1964)
- Dr. Kildare televisieserie - Billy (Afl., To Each His Own Prison, 1963)
- McHale's Navy televisieserie - Lt. Elroy Carpenter (12 afl., 1962-1966)
- The Twilight Zone televisieserie - Sam (Afl., I Dream of Genie, 1963)
- Dennis the Menace televisieserie - Coach Gilmore (Afl., The Big Basket Ball Game, 1963)
- The New Casper Cartoon Show televisieserie - Verschillende stemmen (voice-over, 1963-1969)
- Dennis the Menace televisieserie - Zoo Guide (Afl., San Diego Safari, 1962)
- Dennis the Menace televisieserie - Motorcycle Cop (Afl., A Dog's Life, 1962)
- Ben Casey televisieserie - Rol onbekend (Afl., The Night That Nothing Happened, 1962)
- Gunsmoke televisieserie - Whip (Afl., Call Me Dodie, 1962)
- Room for One More televisieserie - Oscar (Afl., A New Twist, 1962)
- Car 54, Where Are You? televisieserie - Rol onbekend (Afl., Today I Am a Man, 1962)
- The Gertrude Berg Show televisieserie - Charlie Hughes (Afl., High Finance, 1962)
- Moon Pilot (1962) - Air Force Officer (Niet op aftiteling)
- The Tall Man televisieserie - Rol onbekend (Afl., Substitute Sheriff, 1962)
- General Electric Theater televisieserie - Feeney (Afl., Open House, 1961)
- Dennis the Menace televisieserie - Policeman #2 (Afl., Trouble from Mars, 1961)
- Gunsmoke televisieserie - Bill Craig (Afl., The Squaw, 1961)
- Ben Casey televisieserie - Rol onbekend (Afl., The Sweet Kiss of Madness, 1961)
- The Great Impostor (1961) - State Department Official (Niet op aftiteling)
- Hennesey televisieserie - Bolt (Afl., Space Man, 1960)
- The Untouchables televisieserie - Frank Patterson (Afl., The George 'Bugs' Moran Story, 1959)
- The Phil Silvers Show televisieserie - Lieutenant (Afl., Bilko's Cousin, 1958)
- Kitty Foyle televisieserie - Ed Foyle (1958)
- The Real McCoys televisieserie - Andy Grant (Afl., How to Paint a House, ????)
- The Phil Silvers Show televisieserie - Lieutenant (Afl., The Colonel Breaks Par, 1957)
- The Phil Silvers Show televisieserie - Mack (Afl., Bilko Goes Round the World, 1957)
- The Phil Silvers Show televisieserie - Sergeant Beecher (Afl., Bilko's Transfer, 1956)
- The Big Story televisieserie - Rol onbekend (Afl., William Kennedy: Registrar Pajaronian, 1956)
- The United States Steel Hour televisieserie - Lucky (Afl., No Time for Sergeants, 1955)
- Atom Squad televisieserie - Dave Fielding (1953-1954)
- Tom Corbett, Space Cadet televisieserie - Jim Myers (Afl. onbekend, 1950-1955)
- Captain Video and his Video Rangers televisieserie - Hal (Afl. onbekend, 1949-1955)

- Bibliothèque nationale de France: cb14185814n (data)
- Gemeinsame Normdatei: 106128042X
- International Standard Name Identifier: 0000 0000 4114 9689
- Library of Congress Control Number: no98099169
- Virtual International Authority File: 43921573
- WorldCat: E39PBJgd3pyQ7bTRyMfqqkc773